# Unterensingen
Unterensingen è un comune tedesco di 4 514 abitanti, situato nel land del Baden-Württemberg.